# 노아름
노아름(1991년 12월 18일 ~ )은 대한민국의 여자 쇼트트랙 스피드 스케이팅 선수이다.

## 경력
노아름은 볼차노에서 열린 2008년 세계 주니어 선수권 대회에서 3개 종목과 종합 등급을 획득했다. 셰르브루크에서 열린 2009년 세계 주니어 선수권 대회에서 다시 종합 챔피언이 되었다.

## 텔레비전 출연
- 멘탈코치 제갈길 (2022년) - 모아름 역(배우로 데뷔)